# Lasioglossum orbitulum
Lasioglossum orbitulum är en biart som beskrevs av Ebmer 1997. Lasioglossum orbitulum ingår i släktet smalbin, och familjen vägbin. Inga underarter finns listade i Catalogue of Life.